# Hans H. König
Hans Heinz König (* 19. August 1912 in Berlin; † 13. November 2003 in München) war ein deutscher Filmregisseur, Produzent und Drehbuchautor. Als Schriftsteller verfasste er etliche Gedichte und mehrere Romane. Er benutzte das Pseudonym Henry van Dam.

## Leben
Hans H. König kam in Berlin als Sohn des Kaufmannes Rudolf König und dessen Ehefrau Jeanette zur Welt, wo er nach dem Gymnasium zunächst als Spediteur für die Firma „Ulrich Rieck und Söhne“ tätig war. Da man das Unternehmen als kriegswichtig eingestuft hatte, wurde er nicht zur Wehrmacht eingezogen.
1945 kehrte er seiner Heimatstadt den Rücken und ließ sich in dem kleinen Ort Drentwede in der Nähe von Bremen nieder. Von hier aus versuchte er, als Schriftsteller Fuß zu fassen. Bereits seit 1942 war er mit Hermann Kasack bekannt, der beim S. Fischer Verlag (später Suhrkamp) als Cheflektor arbeitete. Über ihn hoffte König, seine Werke beim Suhrkamp Verlag unterbringen zu können. Kasack stellte den Kontakt zu dem aus Hamburg stammenden Dramatiker Hans Erich Nossack her, der sich in einer ähnlichen Situation wie König befand. Auch er war während der NS-Zeit als Dichter nicht weiter in Erscheinung getreten. Mit Nossack stand König zwischen 1945 und 1947 in regem Briefkontakt. Anders als diesem, gelang es König jedoch nicht, sich als Schriftsteller zu etablieren. Obwohl er mit der Veröffentlichung seines Lyrikbandes „Die Lichtung“ und dem Abdruck einiger Gedichte in der Zeitschrift „Die Wandlung“ 1947 erste Erfolge vorweisen konnte, begrub König schon kurz darauf den Traum von einer Dichterexistenz und sah sich nach einem anderen Betätigungsfeld um. Noch im selben Jahr gab er seinen entlegenen Wohnort auf und zog nach München.
Mit Hilfe seines älteren Bruders Richard, der nach dem Krieg zusammen mit Josef von Baky die Objektiv Film GmbH gegründet hatte, kam König zum Film. Er wirkte zunächst als Regieassistent bei Bakys Film ...und über uns der Himmel (1947) mit und war für die Filmfirma auch als Lektor tätig. Nachdem er für die Filme Die fidele Tankstelle (1950), Alles für die Firma (1950) und Drei Kavaliere (1951) die Drehbücher verfasst hatte, wechselte er schließlich ins Regiefach und konnte mit Der eingebildete Kranke (1951/52) seinen ersten Spielfilm inszenieren. Als Produzent fungierte hier, wie auch bei den meisten seiner folgenden Filme, sein Bruder Richard.
Königs nächster Film Rosen blühen auf dem Heidegrab (1952) mit der jungen Ruth Niehaus in der Hauptrolle, hob sich dank seiner düsteren Grundstimmung deutlich von der damals gängigen Heimatfilm-Konfektion ab. Vielleicht deshalb erwies sich der Film an den Kinokassen als kein besonders großer Erfolg.
1953 heiratete sein Bruder die Burgtheater-Aktrice Edith Mill, die in den folgenden Jahren zu Königs bevorzugter Hauptdarstellerin werden sollte. Bereits im Jahr darauf konnte er seine Schwägerin für die Komödie Geliebtes Fräulein Doktor verpflichten. Mill übernahm auch in den Heimatfilmen Der Fischer vom Heiligensee, Das Erbe vom Pruggerhof (beide 1955) und Heiße Ernte (1956) die weibliche Hauptrolle. Das Leidenschaftsdrama Heiße Ernte war ein durchaus bemerkenswerter, wenn auch nicht ganz geglückter Versuch, Elemente des neorealistischen Films (Bitterer Reis) zu kopieren. Bereits im Jahr darauf – mit dem allmählichen Abebben der Heimatfilm-Welle – beendete König seine Karriere als Filmregisseur. Jägerblut (1957), ebenfalls unter der Beteiligung von Edith Mill, blieb der letzte von ihm inszenierte Spielfilm.
In der Folgezeit widmete sich König erneut der Schriftstellerei und veröffentlichte mehrere, der Unterhaltungsliteratur zuzurechnende Romane, darunter Legende der Leidenschaft und Der achte Himmel. Beide erschienen im Schneekluth-Verlag Darmstadt. Etliche seiner Romane, die er u. a. bei Bastei oder auch Kelter publizierte, erschienen unter dem Pseudonym Henry van Dam.

## Persönliches
Mit seiner Ehefrau Käte (geb. Schwager) hatte König zwei Kinder: Ulrich (geb. 1949) wurde Regisseur („Meister Eder und sein Pumuckl“, „Gräfliches Roulette“, „Büro, Büro“, „Um Himmels Willen“). Der zweite Sohn Manfred wurde 1952 geboren und arbeitet als Restaurator. Seine Enkelin ist die Schauspielerin Daniela König. Hans H. König starb am 13. November 2003 im Alter von 91 Jahren in München.

## Filmografie

### Regisseur
- 1952: Der eingebildete Kranke – Deutschland
- 1952: Rosen blühen auf dem Heidegrab (Verleihtitel in Österreich: Dorothee) – Deutschland
- 1954: Die kleine Stadt will schlafen gehn (Verleihtitel in Österreich: Die Sieben Sünder) – Deutschland
- 1954: Hochstaplerin der Liebe – Österreich
- 1954: Geliebtes Fräulein Doktor (Verleihtitel in Österreich: Liebesbriefe aus Mittenwald) – Deutschland
- 1955: Der Fischer vom Heiligensee – Deutschland
- 1955: Das Erbe vom Pruggerhof – Deutschland/Österreich
- 1956: Vergiß, wenn Du kannst (Verleihtitel in Österreich: Ein Weiter Weg) – Deutschland
- 1956: Heiße Ernte (Späterer Verleihtitel: Der Gutsherr und das Mädchen) – Deutschland
- 1957: Schütze Lieschen Müller (weiterer Verleihtitel: Frauen sind für die Liebe da) – Deutschland
- 1957: Und so was will erwachsen sein (Die Winzerin von Langenlois) – Österreich
- 1957: Jägerblut – Deutschland

### Drehbuchautor
- 1950: Die fidele Tankstelle
- 1950: Alles für die Firma
- 1951: Drei Kavaliere (alternativ: Die drei Dorfkavaliere)
- 1952: Der eingebildete Kranke
- 1952: Rosen blühen auf dem Heidegrab (In Österreich: Dorothee)
- 1954: Die kleine Stadt will schlafen gehn (In Österreich: Die Sieben Sünder)
- 1956: Zwei Bayern in St. Pauli (Idee)
- 1957: Die fidelen Detektive – (Idee)
- 1963: Meine Frau Susanne (Fernsehserie, 20 Folgen)

### Produzent
- 1956: Zwei Bayern in St. Pauli

## Bibliographie

### Bücher von Hans H. König (Auswahl)
- 1947: Die Lichtung (Gedichte)
- 1963: Legende der Leidenschaft (Roman)
- 1963: Der achte Himmel (Roman)
- 1974: Frisch geküßt ist halb gewonnen (Roman)